# Ольховка (Гомельський район)
Ольховка (трансліт.: Aĺchoŭka; біл. Альхоўка; рос. Ольховка) — село в Гомельському районі Гомельської області Білорусі. Входить до складу Терешковицької сільської ради.

## Населення

### Чисельність
- 2004 — 15 господарств, 37 жителів.